# LaSCAD
 (mars 2025).
Motif : Insuffisance en matière de sources secondaires centrées. Cf WP:CAA 
- Archive Wikiwix
- Bing
- Cairn
- DuckDuckGo
- E. Universalis
- Gallica
- Google
- G. Books
- G. News
- G. Scholar
- Persée
- Qwant
- (zh) Baidu
- (ru) Yandex
- (wd) trouver des œuvres sur Wikidata

| 1. | Préciser le motif de la pose du bandeau. | Précisez le motif de la pose du bandeau en utilisant la syntaxe suivante : {{admissibilité à vérifier\|date=mars 2025\|motif=remplacez ce texte par le motif}}              |
| 2. | Informer les utilisateurs concernés.     | Pensez à avertir le créateur de l'article, par exemple, en insérant le code ci-dessous sur sa page de discussion : {{subst:avertissement admissibilité à vérifier\|LaSCAD}} |

LaSCAD est une entreprise spécialisée dans la distribution de produits cosmétiques créée en 1948 et propriété du groupe L'Oréal.

## Historique

Logo de SCAD, distributeur des produits Cadoricin.

Fondée en 1948, la Société Centrale d'Achat et de Diffusion (dite SCAD) est le distributeur des produits Cadoricin pour la France.
Début 1961, L'Oréal acquiert la société auprès du baron Michel de Beaulieu. 
En 1980, la SCAD devient LaSCAD, La Société des Spécialités Capillaires et Dermatologiques.

## Marques
25 marques composent actuellement le portefeuille de LaSCAD. Elles ont été plus nombreuses auparavant

### Actuelles
- Bien-être
- Cadum
- Cleopatra
- Jean-Louis David
- Dark & Lovely
- LA PROVENCALE

Gamme de SoftSheen-Carson, Dark & Lovely est distribuée par LaSCAD pour la France.
- Jacques Dessange

La licence est lancée en 1992 sous la dénomination Compétence Professionnelle Jacques Dessange.
- Donge
- Dop (dont Vivelle Dop et P’tit Dop)

Lancée en 1985, la marque Vivelle Dop est consacrée aux produits coiffants. La marque P'tit Dop, créée en 1993, est destinée aux enfants de 4 à 12 ans.
- Daniel Hechter

Les parfums Daniel Hechter sont lancés en 1989.
- Eau Jeune

Lancée en 1977, Eau Jeune est une marque de parfums grand public pour femme.
- Fluoryl

Lancé en 1977, Fluoryl est le premier dentifrice au fluor distribué en GMS.
- H pour Homme
- Mennen

La licence de soins pour homme Mennen est accordée (pour l'Europe) par The Mennen Company à L'Oréal en 1964.
- Mixa

Déposée en 1924 par les Laboratoires Roger puis renouvelée en 1941 par les Laboratoire du Docteur Roja (issu de la fusion des prénoms des fondateurs, Roger et Jacques), la marque Mixa est rachetée par L'Oréal en 1958. Le premier produit, la Crème mains réparatrice à l'allantoïne est lancée en 1962 sous l'intitulé Mixa Mains,.
- Narta, marque créée en 1969 avec comme premier produit un déodorant atomiseur cologne.
- Franck Provost, produits capillaires fabriqués sous licence du groupe Franck Provost est lancée en 2009.
- Savon Le Naturel
- Puma[5]
- Ushuaïa (anciennement Planète Ushuaïa)

La licence Ushuaïa est accordée en 1993 par TF1, détentrice de la marque. Les premiers produits sortent l'année suivante.
- Gloria Vanderbilt
- Slava Zaitsev

### Anciennes
- Airness

Signé en 2008, l'accord de licence avec l'équipementier Airness se termine peu après
- Ambre Solaire (avant de rejoindre Garnier)
- Biodop

Créée en 1950, Biodop est une marque de brillantines pour cheveux.
- Cadonett
- Cadoricin
- Clin (shampooings)
- Corolle (rouges à lèvres)
- Corolys (lait de toilette)
- Dopal

Marque déposée en 1934, elle deviendra Dop peu après.
- Dulsol
- Elsève (avant de rejoindre L'Oréal Paris)
- Flipflap
- Goldys
- Longueurs et Pointes
- Midjet (laques pour cheveux)
- O.ba.o (qui deviendra Obao et rejoindra  Garnier)
- Printil

Lancée dans les années 1960 (avec le célèbre slogan « Etre fraîche c'est facile, le rester c'est Printil »), elle est la première marque de déodorants lancée par L'Oréal.
- Timor
- K2r
- Scratch
- Tress (laques pour cheveux)

## Production
Les produits sont fabriqués dans 4 des 13 usines de L'Oréal en France :
- Saint-Quentin (Aisne) pour les déodorants, les produits en aérosol, les soins capillaires et l’offre styling ;
- Aulnay-sous-Bois (Seine-Saint-Denis) pour les soins du visage et du corps ;
- Ormes (Loiret) pour le maquillage ;
- Rambouillet (Yvelines) pour les shampooings, les après-shampooings et les produits pour la douche.

## Anecdotes
La signature début 1961 de l'acquisition de Cadoricin par L'Oréal s'est faite le même jour que la signature de la cession de Monsavon à Procter & Gamble. Les équipes commerciales de Monsavon (175 personnes) rejoignent celles de Cadoricin au sein de la SCAD.
De 1958 à 1961, la SCAD fabrique pour Procter & Gamble les savons de la marque Camay.